# ヴィラ・シモネッタ

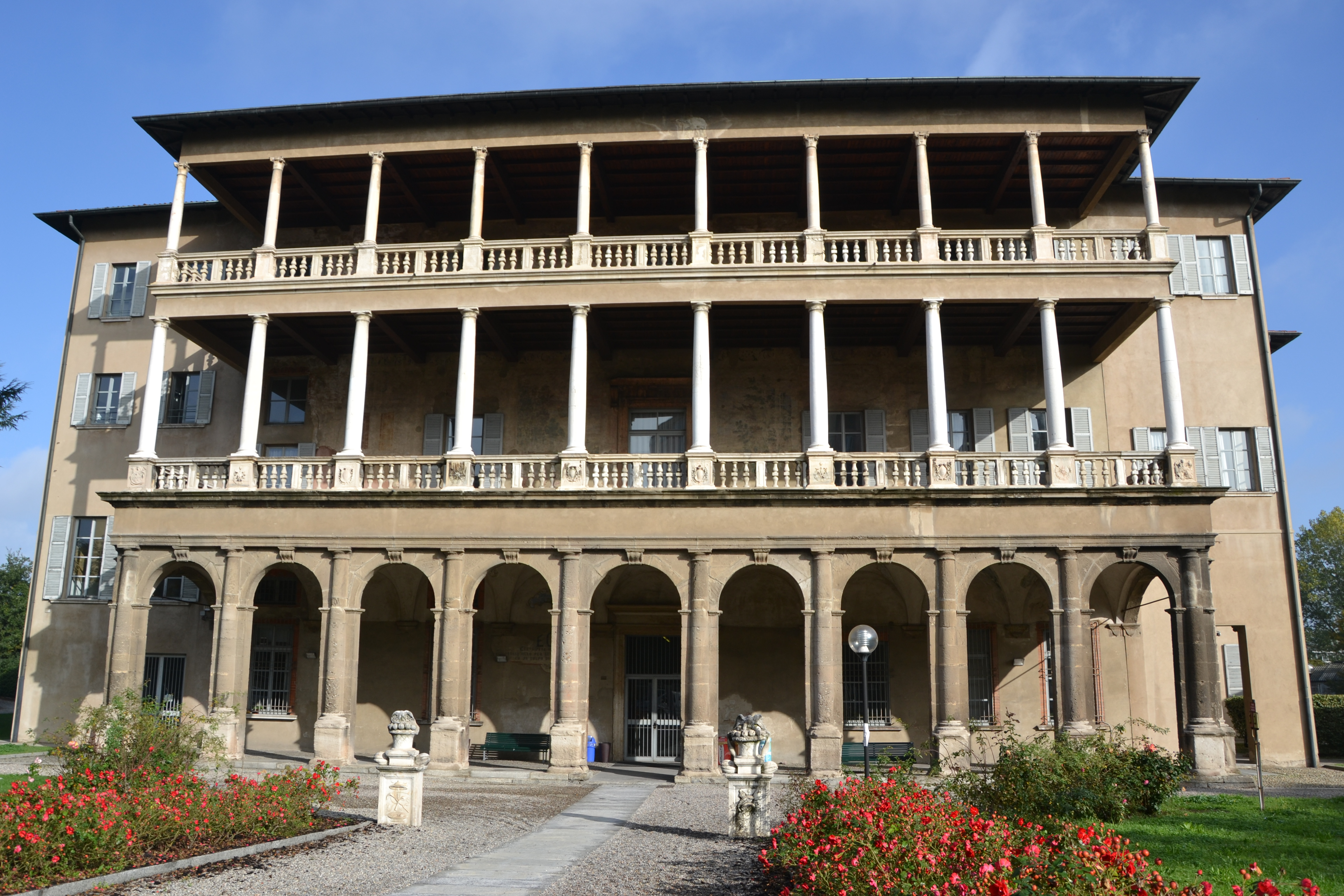
正面から見たヴィラ・シモネッタ

ヴィラ・シモネッタ（イタリア語: Villa Simonetta）は、イタリア・ミラノにあるルネサンス様式のヴィラ。15世紀末に建設され、幾度かの改築を経て、現在はミラノ市立音楽院の校舎として使われている。

## 歴史

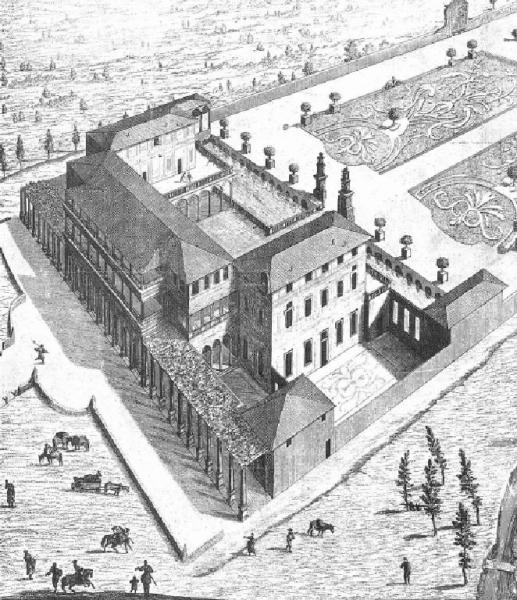
マルカントニオ・ダル・レによる銅版画（1726年）

建物の中核部分は、15世紀末から16世紀初頭にかけて、ミラノ公ルドヴィーコ・スフォルツァの宰相であったグアルティエーロ・バスカペによって建設された。バスカペの死後、ヴィラは拡張や改修を受けつつ持ち主を転々とし、1544年にジャン・パオロ・チコーニャが購入したのちに、ミラノ総督であったフェランテ1世・ゴンザーガの所有となる。
1547年、フェランテ1世は建築家ドメニコ・ジュンティにヴィラのさらなる拡張を依頼した。ジュンティは建物側面を増築し（これによって全体はU字型となった）、さらにファサードにポルチコを導入した。1555年にはシモネッタ家の手に移り、バロック期のミラノを代表する建築のひとつとなるが、その後も17世紀から19世紀にかけて、所有者は交代し続けた。
19世紀初頭には青年貴族の結社の手に渡り、「裸で踊るやつらのヴィラ（ミラノ語: Villa dei Balabiott）」との異名を取る。その後、1836年からはコレラ患者のための病院として利用されるが、この頃からヴィラの没落が始まった。19世紀末に庭先に鉄道が開通して以降は、かつての栄光の面影を完全に失い、工場・兵舎・食堂などとして使われ続けた。
第二次世界大戦の間、鉄道路線に接する立地であったために大規模な空襲の被害を受け、ファサードが破壊された。終戦後の1959年に始まった修理は、1960年代を通じて周辺地域の再開発と並行して続けられた。

## 構造

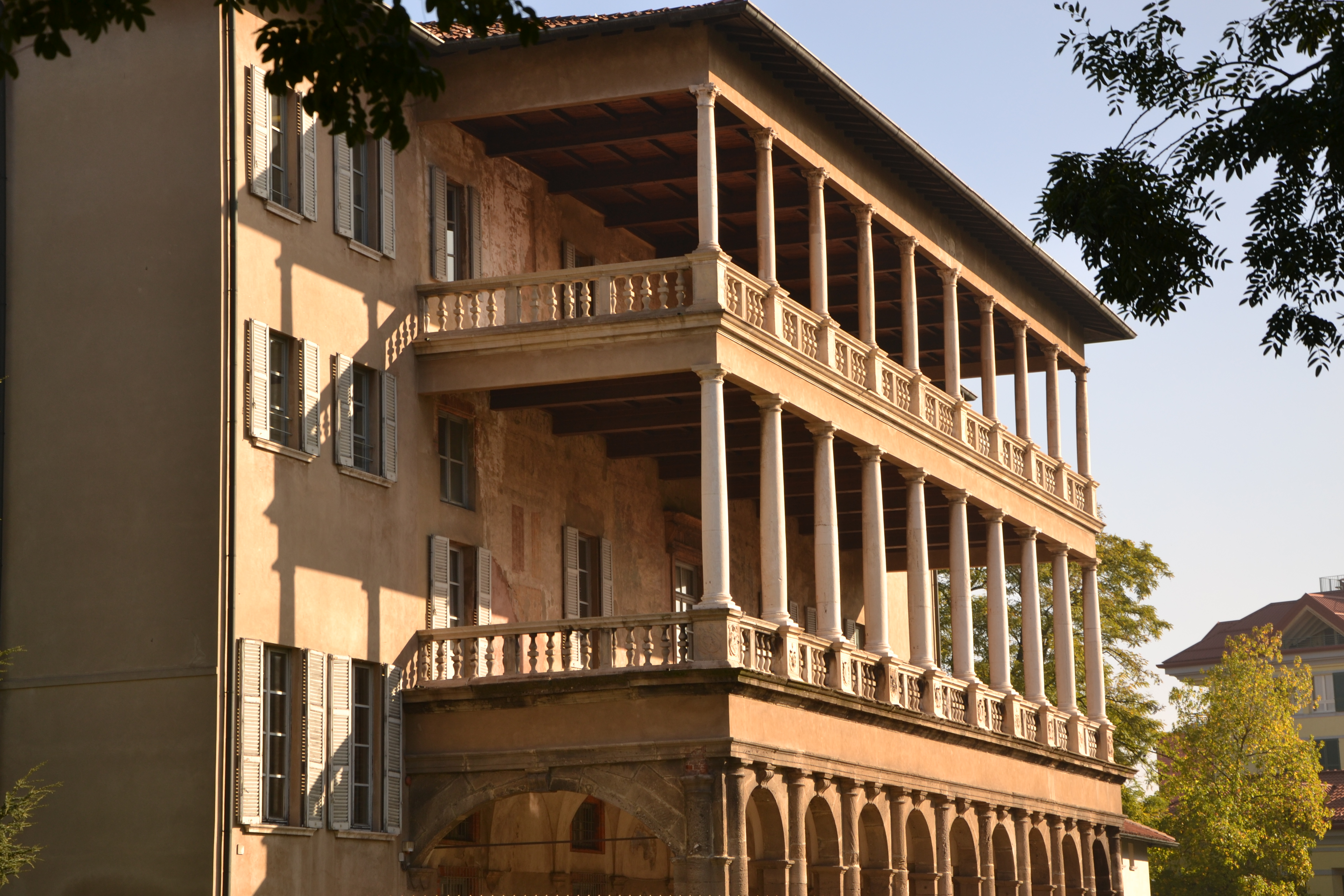
ファサード上部のロッジア

16世紀中頃には両翼にポルチコ付きの別館が増築され、U字型の構造となっていた。同世紀中には建物正面に、その後別館にもロッジアが追加された。
U字型の建物は、ヴィラの背後の庭園に向かって開かれている。古典的な様式のファサードに配された9本の列柱からなるポルチコは筒型ヴォールトを支え、四角い礎盤を持つ各柱にはトスカーナ式の付柱が象られている。ポルチコの上部には欄干を備えた2層のロッジアが張り出している（上層はコリント式、下層はトスカーナ式）。庭園に面した東側の構造はより単純なもので、小ロッジアが2つの別館の最上階に開かれている。
かつては建物内部はフェッランテ1世・ゴンザーガの時代のフレスコ画が全面に描かれていたが、現在は数カ所にその断片を残すのみである。

## ギャラリー
- 17世紀ドイツの銅版画に描かれたヴィラ・シモネッタ。